# Hammeria
Hammeria ist eine Pflanzengattung aus der Familie der Mittagsblumengewächse (Aizoaceae). Der botanische Name der Gattung ehrt den amerikanischen Spezialisten für Mittagsblumengewächse Steven A. Hammer (* 1951).

## Beschreibung
Die Pflanzen der Gattung Hammeria wachsen kompakt bis kriechend oder aufrecht und erreichen als Jungpflanzen Wuchshöhen von bis zu 20 Zentimetern. Die dreikantigen Laubblätter sind durch die erhabenen tanninhaltigen Idioblasten, die sich unter der Hypodermis befinden, meist etwas rau. Entlang ihrer Längsrippe sind sie etwas gezähnt.
Die meist einzelnen Blüten sitzen an einem längs gerilltem Blütenstiel. Ihre Kronblätter sind rosa- bis purpurfarben. Die rosafarben fadenförmigen Staminodien sind an der Basis blasser bis ganz weiß und umgeben die nach innen gebogenen Staubblätter, die einen Kegel formen. Die Nektarien bilden einen Ring. Die Kapselfrüchte ähneln denen der Gattung Titanopsis.

## Systematik und Verbreitung
Das Verbreitungsgebiet der  Gattung Hammeria erstreckt sich in Südafrika in der Tanqua-Karoo und Teilen der Kleine Karoo von der Stadt Calvinia in der Provinz Nordkap bis nach Ceres in der Provinz Westkap. Die Niederschlagsmenge in den Monaten März und November beträgt unter 100 Millimeter.
Die Erstbeschreibung erfolgte 1998 durch Priscilla M. Burgoyne (* 1964). Der Holotypus ist Hammeria meleagris. Nach Heidrun Hartmann (2017) umfasst die Gattung Hammeria die beiden folgenden Arten:
- Hammeria cedarbergensis Klak
- Hammeria gracilis Burgoyne
- Hammeria meleagris (L.Bolus) Klak

## Nachweise